# Oursi
Oursi è un dipartimento del Burkina Faso classificato come comune, situato nella Provincia di Oudalan, facente parte della Regione del Sahel.
Il dipartimento si compone del capoluogo e di altri 20 villaggi: Bangonadji, Boullel, Deberé, Dialafanka, Gonadaouri, Gountouré, Hondokiré, Kollel, Petelgaoudi, Soukoundou, Tayaret, Thematan, Timbolo, Tin-Ediar, Tinhatane, Torom, Totori, Tounté, Tringuel e Yomboli.